# Brilley
Brilley is een civil parish in het bestuurlijke gebied Herefordshire, in het Engelse graafschap Herefordshire.

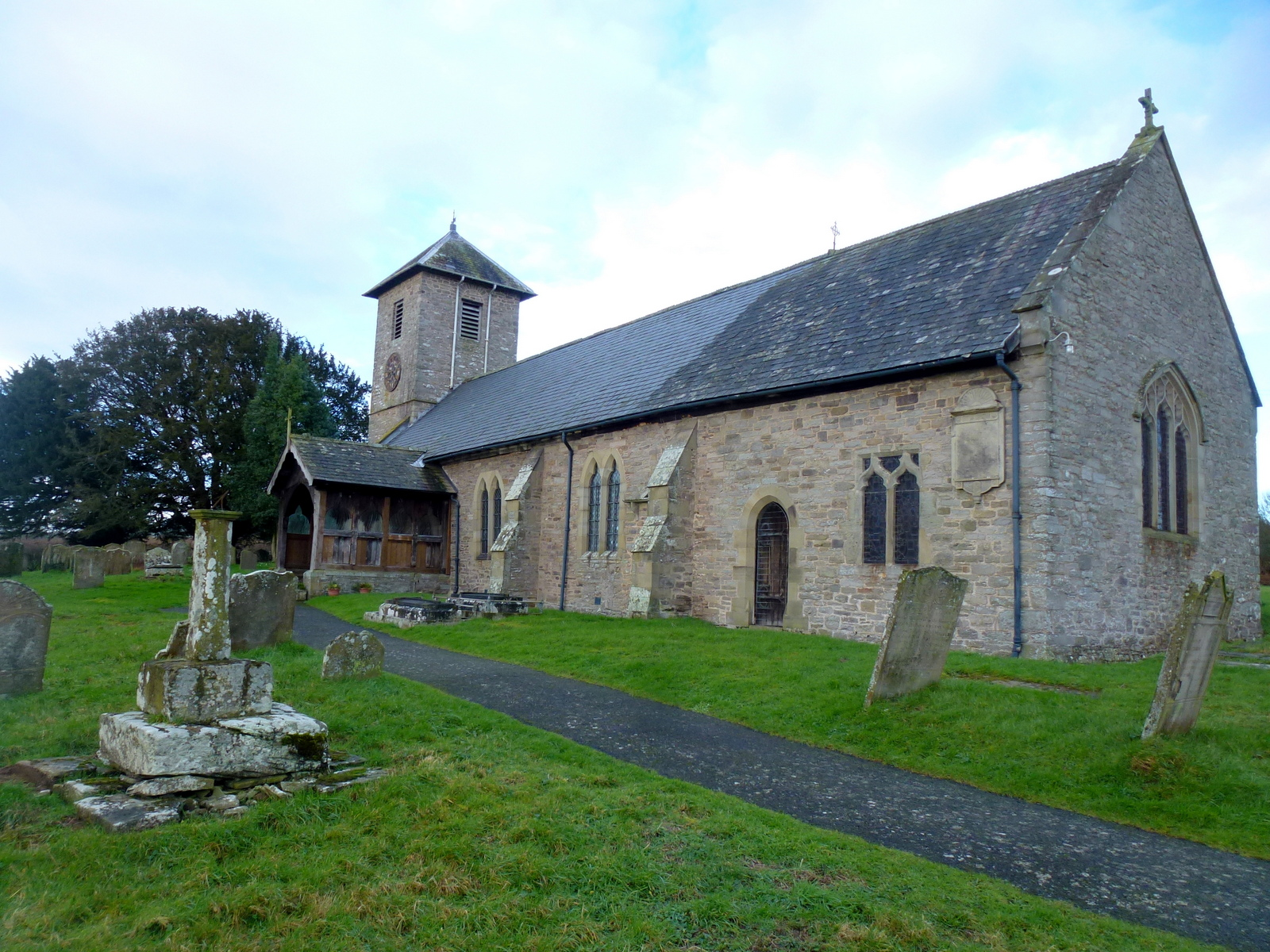
Kerk St. Mary